# Глинська сотня
Глинська сотня — адміністративно-територіальна та військова одиниця Миргородського полку, згодом Лубенського полку Війська Запорізького Городового (Гетьманщина). Заснована 1648 р., підтверджена Зборівським договором 1649 р., у 1782 р. через ліквідацією царським урядом полкового устрою в Лівобережній Україні, реформована у Глинський повіт Чернігівського намісництва.

## Історія
1648 Глинськ став сотенним містом Миргородського полку. З козаків, які жили в місті та його околицях, в червні того року була сформована Глинська сотня у складі 80 козаків, а її влада поширена на саме місто і околиці. Межі Глинської сотні були східним кордоном козацької автономії і державним кордоном Речі Посполитої з Московським царством, який було закріплено ще Поляновським миром 1634 року. Першим глинським сотником став Демко Мартинович.
В складі Гетьманщини Глинськ зберігав самоврядування і управлявся виборною ратушею, але паралельно підлягав козацько-старшинській адміністрації. Пізніше органом місцевої стала сотенна канцелярія під керівництвом сотника, за ратушею ж лишилися переважно судові функції.
Після Переяславської ради почали приводити до присяги на вірність московському царю населення. У Миргородському полку присягу приймали царський стольник М.Воєйков і піддячий Г.Іванов. У Глинську, згідно присяжного списку, присягу склали сотник, отаман, писар, війт, бургомистр, 37 козаків і 75 міщан.
З 1658 року Глинська сотня була виведена зі складу Миргородського полку і підпорядкована полку Лубенському. З 1763 р. Лубенський полк був розділений на два адміністративно-судові повіти: Лубенський та Роменський. Колишнє сотенне містечко Глинськ набуло статусу повітового міста Лубенського полку.
Згідно указу 1765 року про запровадження у Малоросії поштової служби, у Глинську було призначено 2 листоноші.
У зв'язку з ліквідацією царським урядом полкового устрою в Україні в 1781 р. Лубенський полк припинив своє існування, а його територія була включена до Чернігівського намісництва, у якому 1782 року був утворений Глинський повіт у складі земель колишніх Прилуцького, Роменського та Лохвицького повітів.
В подальшому повіт перейшов до складу єдиної Малоросійської губернії. Указом від 8 (19) жовтня 1797 р. Глинськ винесено за штат повітових міст та переймено у посад, а згодом, указом від 9 (20) листопада 1797 р. — у заштатне місто. Зрештою, територію ліквідованого у 1797-1802 pp. Глинського повіту було поділено між Прилуцьким та Роменським повітами Полтавської губернії.
У 1802 р. Глинський повіт було ліквідовано. Частина повіту під назвою Глинська волость до 1917 р. продовжила самостійне існування як адміністративно-територіальна одиниця Роменського повіту Полтавської губернії з волосним правлінням у заштатному місті Глинськ.
В рамках реформи козацької служби та створення легко-кінних полків у Російській імперії у 1783-1785 рр. зусиллями графа Петра Румянцева-Задунайського створено 10 карабінерних полків. До Київського карабінерного полку набір відбувався з колишнього лубенського полку, до якого входила Глинська сотня, що нараховувала 232 подвір'я та 1039 душ.
Станом на 1686 р. сотні підпорядковувалися 1 місто (Глинськ), 12 сіл та 30 хуторів. Згідно списку 1732 р. до Глинської сотні віднесені мешканці м. Глинська, сіл Перекопівки, Андрушівки, Гудим, Нової Греблі, Ярошівки, Волошиновки, Хоминець, Артюхівки, Сурмачівки.

### Символіка сотні
На думку більшості сучасних істориків, Глинськ ще до 1648 р. разом із іншими містами «Вишневеччини» (лівобережних володінь князя Яреми Вишневецького) мав магдебурзьке право. Чернігівський краєзнавець XVIII ст. О. Шафонський вважав, що гербом Глинська на той час був видозмінений шляхетський герб «Аксак», який входив до великого родового герба князя (у щиті — пробите двома стрілами серце, над яким шляхетська корона).
О. Шафонський залишив описи датованих 1740-ми pp. печаток двох тогочасних офіційних установ Глинська — ратуші й сотенної канцелярії. Так, на ратушній печатці, за даними краєзнавця, було зображення щитка з хрестом, під яким — так само маленький хрестик: довкола напис «П. М. Г. Г.» («печать міська города Глинська»). О. Шафонський припускав, що цей символ міг походити від особистого герба місцевого сотника М. Жуковського (герб відрізнявся від емблеми на печатці глинської ратуші лише побічними фігурами — півмісяцем і зірками). На печатці Глинської сотенної канцелярії, то на ній зображення було докорінно іншим: малюнок вежі з написом вежа, довкола якого — літери: «П. П. С. Г.» («печать правління сотенного глинського»). 
Проте вже у другій половині XVIII ст. Глинська сотенна канцелярія користувалася печаткою з цілковито іншою геральдичною композицією. Відомі нині з фондів ЦЦІА України в м. Києві відбитки цієї печатки, датовані 1766 p., мали зображення коронованого серця, обтяженого двома перехрещеними стрілами: довкола цієї емблеми — фрагменти орнаментального картуша й літери: «П. С. П. Г.» («печать сотенного правління Глинського»).

### Фортифікація
Глинська фортеця розташовувалася на підвищеному березі річки Сули. З трьох сторін була оточена глибокими ярами, на дні яких протікали струмки Великий Муховець і Глинськ, із четвертого боку — земляним валом з дерев'яним частоколом. Вал мав двоє воріт, а через Великий Муховець був перекинутий міст. Крім того, вище і нижче по течії Сули стояли 2 невеликі фортеці, з'єднані з містом і річкою ровом та валом. Як зазначав О.Шафонський, вони розташовані вище міста і «командуют оньїм й всеми по Суле лежащими местами». У другій половині XVIII ст. земляні укріплення ще можна було бачити, але більша частина їх уже була зруйнована.  
На території колишньої фортеці знаходилися 3 адміністративні будівлі. Там же стояли дубові Соборна церква Успіння Богородиці, побудована на кошти прихожан у 1773-1780 рр., і церква Воскресіння Христова, зведена у 1766 р. за підтримки тодішнього сотника Михайла Прокоф'єва.

### Старшина
Сотенні отамани:
З 1648 — Демко Мартинов(ич), перший сотник.
На 1654 — Іван Боглевський.
Кінець 1659 — на початок 1660-х — Іван Ковалевський.
1663 — Прокіп Жуковський.
З 1672 — Грицько Іванов (очевидно, Гришко Іванович Жуковський).
1687-1692 — Михайло Прокопович Жуковський.
1692-1694 — Лаврін Ігнатович Замниборщ.
1694-1697 — Михайло Прокопович Жуковський (знову).
1697-1714 — Андрій Михайлович Жуковський.
1714-1720-ті — Опанас Андрійович Жуковський.
На 1723 — Василь Жуковський (наказний сотник).
Особовий склад малоросійської козацької старшини Глинської сотні в 1725 році.
- Опанас (Афанасій) Жуковський - сотник дійсний;
- Роман Ющенко — отаман наказний;
- Василь Івасенко — війт;
- Ярема Тищенко — бурмістр;
- Петро Григоріїв — писар.

Особовий склад малоросійської козацької старшини Глинської сотні в 1732 році.
- Опанас (Афанасій) Жуковський - сотник Глинський;
- Григорий Михайлович — отаман;
- Петро Григоріїв — писар;
- Стефан Бочеров Сакович — прапорщик.

1740 — Олексій Жуковський.
1740-ві (?) — Степан Жуковський.
1742-1762 — Антон Степанович Крижанівський (Крижановський).
Після 1762 — Павло Світ.
1766 р. — Михайло Прокоф'єв.
на 1770 — Олексій Щербина.
На 1786 — Омелян Артем Шрамко і Юхим Федоров Потебня.

### Специфіка
Про втечу мешканців України протягом січня–лютого 1638 р. на терени Московської держави після придушення повстання Павлюка повідомляє московському царю путивльський воєвода Плещеєв. Серед переселенців, що знаходились в той час у Путивлі, воєвода називає козаків з містечка Глинська, що на Роменщині, — Федора Олексійовича та Герасима Гавриловича з родинами.
На території Глинщини під час Визвольної війни значних військових дій не було. 
Під час Північної війни Глинська сотня у складі Лубенського полку у 1700 р. брала участь у облозі м. Рига. 
Станом на 1708 р. на боці гетьмана Івана Мазепи, крім загону запорожців на чолі з кошовим отаманом Гордієнком, лишались Роменська, Глинська та Смілянська сотні Лубенського полку. 
Особливістю Глинської сотні був помітний вплив Ратуші на адміністративні справи та високий рівень станової козачої свідомості. Наприкінці літа 1891 р. у Глинську, де працювали харківські студенти-члени таємної політичної організації «Братство тарасівців», було закладено Програму цієї першої самостійницької організації модерних часів. 

### Вихідці з Глинської сотні
- Нащадком глинських сотенних козаків є народний депутат України Олег Медуниця.
- Дворянський рід Жуковських-Прокоф'євих[33].

## Архівні матеріали
У Центральному державному історичному архіві України, м. Київ (ЦДІАК України) у фонді 115 зберігаються акти діловодства Глинської сотенної канцелярії (121 справа за 1742—1779 рр.). Серед них окремі акти, які безпосередньо відносяться до історії міст і містечок — власницькі акти на землю, відомості про промисли і ярмарки, податкові відомості, які сотенні канцелярії відправляли в полкові канцелярії.